# École centrale de droit et de gestion
L’École centrale de droit et de gestion ou Centrale DG est une école d'études supérieures tunisienne spécialisée dans le domaine du droit et de la gestion. Elle est issue d'une réorganisation de l'Université centrale.
Ayant le statut d'établissement privé d'enseignement, elle est placée sous la tutelle du ministère de l'Enseignement supérieur et de la Recherche scientifique.
Les élèves peuvent obtenir les diplômes suivants : licence appliquée, licence fondamentale, maîtrise, master professionnel et master de recherche.

## Mission
L'école assure une formation dans le domaine du commerce, du droit et de la gestion. 
Elle organise aussi des conférences dans les domaines du commerce et de la finance, comme celle consacrée à la finance islamique.

## Diplômes
L'école est habilitée par le ministère à délivrer des diplômes pour les techniciens supérieurs, des maîtrises et les masters dans le domaine du droit et de la gestion :
| - Cycle de licence fondamentale en gestion : - Marketing - Hautes études commerciales - Comptabilité - Finance - Gestion des ressources humaines - Administration des affaires - Marketing international - Cycle de licence fondamentale - Droit privé - Droit public - Cycle de licence appliquée en gestion : - Gestion comptable - Techniques comptable et financières - Gestion des entreprises exportatrices - Ingénierie et marchés financiers - Techniques de gestion des ressources humaines - Techniques du commerce international - Vente et négociation commerciale - Distribution et Techniques de Vente - Conception et vente des produits touristiques - Hôtellerie et tourisme : animation et guidage - Hôtellerie et tourisme : hébergement - Hôtellerie et tourisme : restauration | - Cycle de licence appliquée en droit : - Droit de l'entreprise et des affaires - Contentieux administratifs et fiscaux - Cycle de maîtrise en gestion : - Management - Techniques comptables et financières - Finance - Commerce international - Cycle de maîtrise en droit : - Sciences juridiques - Droit des entreprises - Cycle de masters professionnels en droit : Juriste d'affaires internationales - Cycle de masters professionnels en gestion : - Ingénierie financière - Intelligence marketing et veille stratégique - Gestion de projet - Cycle de masters de recherche : - Droit des affaires - Administration des affaires |